# Îles de Barlavento
Pour les articles homonymes, voir Îles du Vent.
Cet article possède des paronymes, voir Barlovento et Barravento.
Les îles de Barlavento (en portugais : Ilhas de Barlavento, les « Îles au vent »; en créole capverdien : Barlaventu) sont le groupe comprenant les îles du nord de l’archipel du Cap-Vert : 

## Les îles

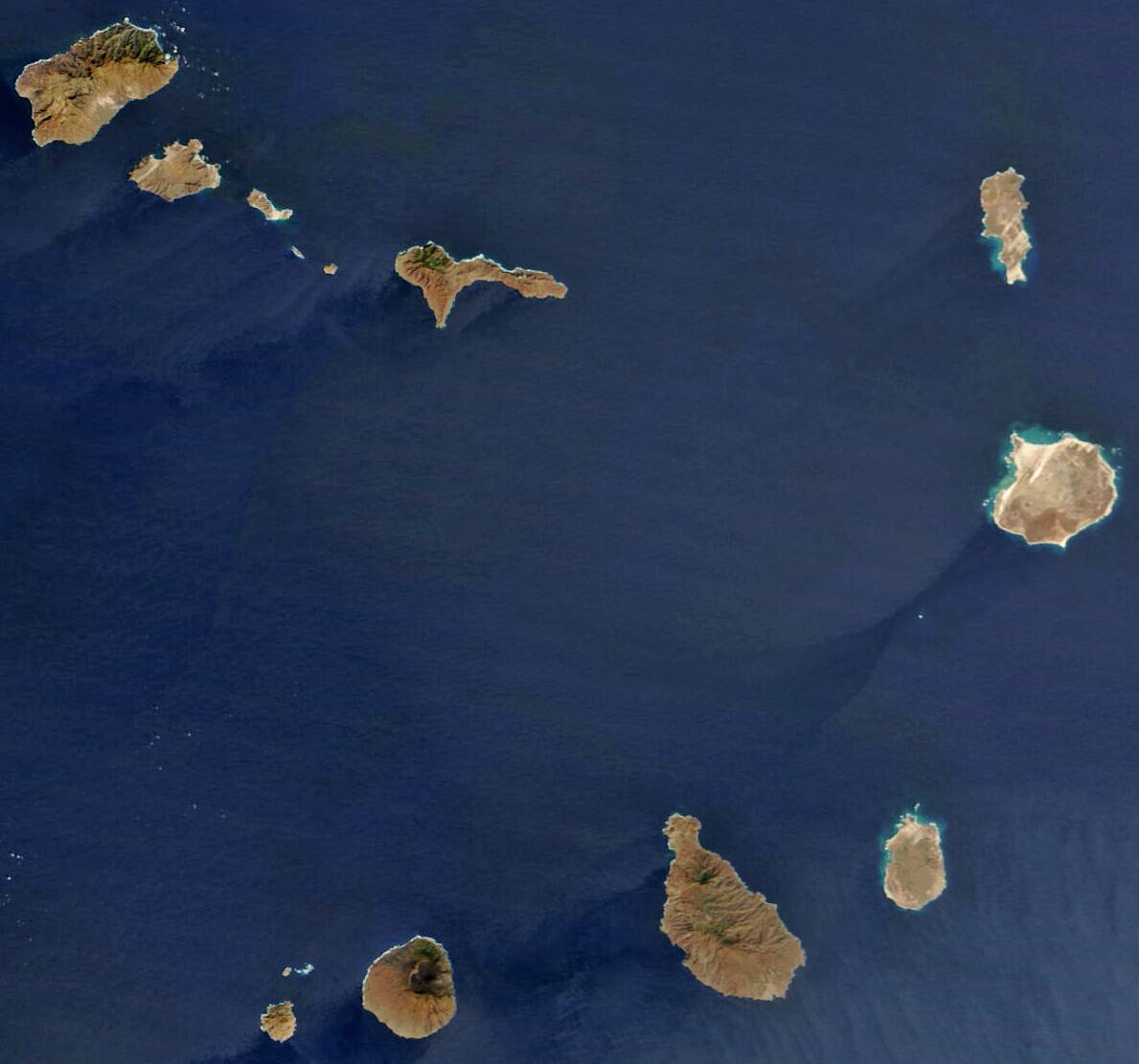
Image satellite des îles du Cap-Vert

- Santo Antão, 779 km²
- São Vicente, 227 km²
- Santa Luzia, 35 km²
- São Nicolau, 388 km²
- Sal, 216 km²
- Boa Vista, 620 km²

## Population
Lors du recensement de 2010, les îles de Barlavento comptaient 167 813 habitants.